# Ogólnopolski Festiwal Awangardy Beatowej
Ogólnopolski Festiwal Awangardy Beatowej (OFAB) – ogólnopolski festiwal muzyczny w Kaliszu, który odbył się w listopadzie 1969, a w latach 1972–1973 organizowany był pod nazwą Festiwal Młodzieżowej Muzyki Współczesnej. Nazwa pierwszego z nich miała kojarzyć się z rockiem awangardowym i awangardowymi eksperymentami, lecz na scenie festiwalu występowali także przedstawiciele innych gatunków muzyki rozrywkowej. Niektórzy redaktorzy muzyczni mówili wówczas o tzw. „stylu kaliskim”, nazwą tą określając trendy muzyki młodzieżowej, które wyodrębniły się i zaistniały na trzech kaliskich festiwalach. Można powiedzieć, że były to próby prezentowania lub łączenia różnych rodzajów rocka, jazzu, popu, soulu, afrobeatu, muzyki improwizowanej i innych gatunków muzycznych w nową jakość. Po latach można stwierdzić, że była to muzyka alternatywna, która stała w kontrze do skomercjalizowanego big-beatu, z którym młodzież już się nie utożsamiała. Festiwal okazał się efemerydą i nie spełnił wszystkich pokładanych w nim nadziei, tym niemniej w składach poszczególnych zespołów pojawili się artyści, którzy mieli wpływ na późniejszy rozwój muzyki rozrywkowej (i nie tylko) w Polsce. Byli to m.in. Krystyna Prońko ("Reflex"), Barbara Trzetrzelewska ("Astry"), Krystyna Giżowska ("Grupa I"), Jacek Krzaklewski ("Pakt"), Sławomir Łosowski ("Akcenty"), Dominik Kuta ("Motyw Blues"), Aleksander Mrożek ("Nurt"), Jarosław Śmietana ("Hall"), Andrzej Ellmann ("Anonimus i jego smutny świat", "Reflex"), Ireneusz Nowacki ("Peccavi"), Włodzimierz Kiniorski ("Stop"), Krzesimir Dębski ("Maszyna Rytmiczna"), czy Milo Kurtis ("Grupa w Składzie"), a także zespoły: Romuald & Roman, Wawele, Nurt, czy Laboratorium.

## Historia

### I Ogólnopolski Festiwal Awangardy Beatowej (27-30.11.1969)
I OFAB w Kaliszu odbył się w dn. 27-30 listopada 1969 roku. Inicjatorem powstania imprezy była grupa młodych animatorów kultury związanych z Kaliskim Domem Kultury, przede wszystkim: Marek Truszkowski, Henryk Bieniecki, Grzegorz Kuczyński i Krzysztof Marks, autor plakatu i folderu festiwalowego. Patronat honorowy nad festiwalem objął zastępca przewodniczącego PMRN w Kaliszu, mgr Jerzy Szuwała. Chęć jego współorganizacji zgłosiła również Polska Federacja Jazzowa – kierownictwo artystyczne objął Jan Ptaszyn Wróblewski. Z racji tego, że miał to być przegląd ówczesnych tendencji i stylów muzyki młodzieżowej, organizatorzy postanowili, że odbędzie się także I Ogólnopolska Sesja Działaczy i Krytyków Muzyki Młodzieżowej. Pojawili się tam publicyści i krytycy muzyczni oraz redaktorzy m.in. z Programu III Polskiego Radia, Rozgłośni Harcerskiej, Polskiego Radia dla Zagranicy, czy TVP. Formalnie sesja odbyła się, lecz frekwencja była niska. I Ogólnopolski Festiwal Awangardy Beatowej w Kaliszu spotkał się z ogromnym zainteresowaniem młodzieżowego środowiska muzycznego. Zgłoszenia nadeszły od dziesiątek grup muzycznych z całego kraju – wystąpiło 41 wykonawców z 25 miast. Była to impreza o dużym rozmachu organizacyjnym. Koncerty eliminacyjne odbywały się przez pierwsze trzy dni w godzinach 16:00 i 20:00, a po nich nocne jam sessions w których brali udział zarówno uczestnicy, jak i zaproszeni goście. Największym problemem organizatorów był brak miejsc noclegowych dla uczestników imprezy. Festiwal był szeroko komentowany w kraju i poszerzył jego ofertę kulturalną stając się jedną z najbardziej prestiżowych imprez w Polsce. OFAB przemienił na kilka lat Kalisz w stolicę nowego rocka – pisze w swojej książce, pt. Trzysta tysięcy gitar nam gra Dariusz Michalski i dodaje: Wprawdzie organizatorzy (Kaliski Dom Kultury) obstawali przy dotychczasowym określeniu "beat", jednak prawda była inna – w Polsce już grano nowoczesną, europejską muzykę. Ponadto dziennikarz stwierdza jako naoczny świadek, że poziom wykonawczy był wysoki. W jury I OFAB zasiadali muzycy, kompozytorzy i krytycy muzyki młodzieżowej i jazzowej w składzie: Bohdan Adamczak, Jan Byrczek, Marek Garztecki, Andrzej Korman, Krzysztof Sadowski, Tomasz Stańko, Mateusz Święcicki, Roman Waschko i Andrzej "Ibis" Wróblewski. Po przesłuchaniu wszystkich wykonawców, biorących udział w koncertach finałowych, na wstępie komunikatu stwierdzono, że poziom zespołów, zwłaszcza tych zakwalifikowanych do finału był bardzo wysoki i wyrównany. Jury przyznało następujące nagrody i wyróżnienia: I miejsce i nagrodę Polskiej Federacji Jazzowej, zespołowi Romuald & Roman z Wrocławia, II miejsce i nagrodę Wydziału Kultury Prezydium Miejskiej Rady Narodowej w Kaliszu zespołowi Wawele z Krakowa, III miejsce i nagrodę Kaliskiego Domu Kultury zespołowi Młody Blues z Kalisza; IV miejsce i nagrodę Kaliskiego Towarzystwa Muzycznego zespołowi Motyw Blues z Warszawy, V miejsce i nagrodę Wojewódzkiej Komisji Związków Zawodowych w Poznaniu dla najlepszej grupy związkowej zespołowi Antykwa z Sandomierza z podkreśleniem wartościowych poszukiwań muzycznych. Nagrodę dla najlepszego instrumentalisty, ufundowaną przez Romana Waschko przyznano Jackowi Konopce z grupy Dwóch z Gliwic. Nagrodę Centralnej Poradni Amatorskiego Ruchu Artystycznego dla najlepszego aranżera, twórcom kompozycji Przebieg normalny z zespołu Wawele. Nagrodę Zarządu Miejskiego ZMS w Kaliszu otrzymał Marek Kucharek, autor tekstów zespołu Riotornel z Gdańska. Wyróżnienie finałowe przyznano (wyłącznie) Dominikowi Kucie z zespołu Motyw Blues z Warszawy. Ponadto jury przyznało następujące wyróżnienia eliminacyjne: Mirosławowi Peśli z zespołu Patrzący w ciemność z Nowej Soli, Ryszardowi Ptasińskiemu z zespołu Family Blues Band z Gdańska, Krystynie Prońko i Piotrowi Prońko z zespołu Reflex z Gorzowa Wielkopolskiego, zespołowi Trabant contra Tank z Warszawy, 74 Grupie Biednych z Ustki i Bożenie Rzemek z Grupy Bluesowej Tabu z Warszawy. W konkluzji werdyktu, jury uważa za słuszne i celowe utrzymanie festiwalu jako imprezy dorocznej oraz apeluje do zespołów o rozwijanie własnych poszukiwań repertuarowych, przydatnych do dalszego określania oryginalności stylu polskiej muzyki. Jednocześnie jury wyraziło uznanie dla Kaliskiego Domu Kultury za sprawne zorganizowanie festiwalu.

### Koncerty eliminacyjne (sala widowiskowa KDK)
- I koncert eliminacyjny – czwartek, godz. 16:00 (27 listopada 1969): Errare Humanum Est (Kalisz – poza konkursem), Lipsony (Nowa Sól), Dogmaty (Wrocław), Wszyscy razem (Lubliniec), Antykwa (Sandomierz), Astry (Jaworzno), 74 Grupa Biednych (Ustka).

- II koncert eliminacyjny – czwartek, godz. 20:00 (27 listopada 1969): Młody Kalisz (Kalisz), Pro et Contra (Wrocław), Admirały (Duszniki-Zdrój), Patrzący w ciemność (Nowa Sól), Family Blues Band (Gdańsk), Riotornel (Gdańsk), Pakt (Wrocław).

- III koncert eliminacyjny – piątek, godz. 16:00 (28 listopada 1969): Aspekt (Poznań), Hades (Świdnica), April (Poznań), Kołodzieje (Łódź), Eksperyment (Częstochowa), Dominik Dubis (Wrocław), Wielbiciele Salvadora Dali (Chorzów).

- IV koncert eliminacyjny – piątek, godz. 20:00 (28 listopada 1969): Grupa Hej! (Oleśnica), Trabant contra Tank (Warszawa), Vox Gentis (Łódź), Anonimus i jego smutny świat (Poznań), 96 uniesienie miłosne cioci Klotyldy, czyli przymusowe zrzeszenie właścicieli młynków do pieprzu (Warszawa), Reflex (Gorzów Wlkp), Wawele (Kraków).

- V koncert eliminacyjny – sobota, godz. 16:00 (29 listopada 1969): Romuald & Roman (Wrocław), Ex Aequo (Kraków), Knejfy (Kępno), Elektrons Beat (Ostrów Wlkp.), Halniaki (Gorlice), Motyw Blues (Warszawa), Akcenty (Gdańsk).

- VI koncert eliminacyjny – sobota, godz. 20:00 (29 listopada 1969): Grupa I (Człuchów), Grupa Bluesowa "Tabu" (Warszawa), Aleksander i kilku dżentelmenów (Kraków), Grupa "Dwóch" (Gliwice), Lock Up (Tczew), Wnuczki Babci Klary (Kalisz), Elar (Wrocław).

- Ścisły finał zamknięty – niedziela, godz. 19:00 (30 listopada 1969).
- Koncert laureatów, hala sportowa OSTIW – Dżamble (gwiazda wieczoru), godz. 20:30.

### Imprezy towarzyszące
Czwartek, 27.09:
- godz. 15:00 – kawiarnia KDK "Pod Zydlami" – otwarcie I OFAB.

- godz. 17:00 – Ośrodek Kulturalno-Oświatowy Spółdzielczości Pracy – Jacek Żuralski: Psychiczne podłoże muzyki młodzieżowej i jej następstwa.

- godz. 18:00 – Klub zakładowy "Ikar" – Jan Byrczek: Elementy jazzu w muzyce młodzieżowej.

- godz 19:00 – Ośrodek Kulturalno-Oświatowy Spółdzielczości Pracy "MOKO" – koncert Krzysztofa Sadowskiego (organy) i Grzegorza Gierłowskiego (perkusja).

- godz. 19:00 – Klup ZSP "Żak" studium nauczycielskie – Stanisław Danielewicz: The Beatles jako prekursorzy awangardy beatowej.

Piątek, 28.09:
- godz. 10:00 – kawiarnia KDK "Pod Zydlami" – sesja krytyków i działaczy muzycznych.

- godz. 18:00 – Ośrodek Kulturalno-Oświatowy Spółdzielczości Pracy "MOKO" – Marek Garztecki: Muzyka młodzieżowa na zachodzie i jej reperkusje społeczne.

- godz. 18:00 – KMPIK – Andrzej Wróblewski "Ibis": Samorodna i radosna twórczość tekściarska.

- godz. 19:00 – Dom Kultury w Ostrowie Wielkopolskim – Spotkanie z jazzem. Jan Ptaszyn Wróblewski, Krzysztof Sadowski, Grzegorz Gierłowski.

- godz. 19:00 – klub zakładowy Ikar – koncert zespołu Wojciech Skowroński – Blues Trio. Sobota, 29.09:

- godz. 10:00 – kawiarnia KDK "Pod Zydlami" – sesja krytyków i działaczy muzycznych.

- godz. 18:00 – KMPIK – koncert Krzysztofa Sadowskiego (organy) i Grzegorza Gierłowskiego (perkusja).

- godz. 18:00 – klub ZSP "Żak" – wieczorek taneczny, gra zespół Ex Aequo z Krakowa.

- godz. 19:00 – "Cech Rzemiosł Różnych", Ostrów Wielkopolski – koncert zespołu Romuald & Roman.

### Ciekawostki
- I OFAB był sprawnie zorganizowany i obyło się bez ekscesów ze strony publiczności[3]. Zdarzył się tylko jeden mało znany dziś incydent[3]. Mianowicie – folder festiwalowy, w którym przedstawiono wszystkie biorące udział w festiwalu grupy, został ocenzurowany[3]. Ze wszystkich egzemplarzy wycięto zdjęcie formacji Ritornel z Gdańska, która pozowała na tle aktu[3].

- Pomimo zapowiedzi nie zorganizowano festiwalu w 1970 roku, powstał za to Kaliski Jazz Klub – nowo powstała sekcja zajmowała się propagowaniem muzyki rockowej i jazzowej w Kaliszu, a także organizacją koncertów[4]. Prezesem KJK został Marek Truszkowski – były instruktor w KDK oraz twórca i organizator Rytmów nad Prosną i Ogólnopolskiego Festiwalu Awangardy Beatowej[4]. W 1971 roku impreza również nie odbyła się[4].

### II Festiwal Młodzieżowej Muzyki Współczesnej (6-9.01.1972)
Kolejną edycję festiwalu, tym razem trzydniową udało się zorganizować w dn. 6-9 stycznia 1972 roku. Szyld Awangarda beatowa nie pasował do polityki nowego I sekretarza KC PZPR Edwarda Gierka (wyraz awangarda źle się kojarzył i nie pasował jako określenie muzykowania młodzieży robotniczej wsi i miast), w związku z tym zmieniono nazwę na bardziej neutralną – Festiwal Młodzieżowej Muzyki Współczesnej. Komisarzem FMMW został Jerzy Koszak. Festiwal trwał trzy dni, wystąpiło 39 wykonawców z 23 miast. W skład jury wchodzili polscy jazzmani oraz dziennikarze radiowi i prasowi  z całego kraju, a byli to: Bohdan Adamczak (Kaliski Jazz Klub i redakcja Ziemi Kaliskiej), Jerzy Bojanowski (Polskie Stowarzyszenie Jazzowe – Warszawa), Stanisław Daniewicz (PWSM – Gdańsk, redakcja "Dziennika Bałtyckiego"), Andrzej Korman (Polskie Radio Warszawa), Norbert Kuźnik (PWSM – Warszawa), Janusz Muniak (Polskie Stowarzyszenie Jazzowe – Warszawa), Sławomir Pietrzykowski (Polskie Radio Warszawa), Tomasz Stańko (Polskie Stowarzyszenie Jazzowe – Warszawa), Andrzej "Ibis" Wróblewski (redakcja "Życia Warszawy"). Formuła imprezy była praktycznie taka sama jak w 1969 roku – poza koncertami konkursowymi (w godz. 16:00 i 19:00) odbywały się seminaria tematyczne i koncerty w ramach tzw. imprez towarzyszących oraz tradycyjnie już, nocne jam sessions. Kilka zespołów przetrwało nieuniknione przetasowania personalne i zmiany stylu, wielu udało się wyjechać za granicę, nagrać coś dla radia, wystąpić w telewizji, a więc pojęcie "amatorzy" w odniesieniu do uczestników kaliskiej imprezy było raczej iluzoryczne i fałszywe, napisał w ww. publikacji Michalski. W podobnym tonie utrzymana jest wypowiedź mgr Elżbiety Łuszczykiewicz zamieszczona w folderze festiwalowym z marca 1973 roku: I jakkolwiek w Kaliszu prezentują się wyłącznie zespoły i soliści amatorzy uprawiający muzykę w gatunkach i stylach pokrewnych jazzowi, zdaje się to w niczym nie ujmować rangi tej imprezy, która stanowi jedyną w swoim rodzaju okazję do rozpoznania kierunków i tendencji zaplecza profesjonalnego. Dodajmy też sprawiedliwie, że czołówka amatorów, w tej właśnie dyscyplinie sztuki z powodzeniem radzi sobie zarówno z warsztatem kompozytorskim, jak i z technikami muzykowania. Po raz kolejny festiwal okazał się wydarzeniem na skalę ogólnopolską i odbił się szerokim echem w całym kraju, czego dowodem są liczne komentarze w prasie krajowej. Jury, które oceniało występujące grupy miało pewnego rodzaju trudności z zakwalifikowaniem ich do ścisłego finału, bowiem regulamin imprezy nie zakładał żadnych ograniczeń stylistycznych. Wśród laureatów konkursu znalazły się zespoły, reprezentujące tak różne gatunki muzyczne, jak: heavy rock, pop jazz, afrobeat, a także eksperymenty z pogranicza tzw. muzyki poważnej, a właściwie skrajnej awangardy tej muzyki. A więc jedyne kryterium oceny, jakie trzeba było przyjąć to adekwatność propozycji repertuarowych od strony aranżacyjnej, warsztatowej, czy improwizacyjnej – do obranego kierunku działania lub poszukiwań. Pięć równorzędnych nagród głównych otrzymały zespoły: Laboratorium z Krakowa, System z Warszawy, Nurt z Wrocławia, Reflex z Gorzowa Wlkp. i Sygnały ze Słupska. Nagrodę Kaliskiego Klubu Jazzowego otrzymał Piotr Prońko, saksofonista i kierownik "Reflex-u". Specjalna nagroda trzech członków jury: T. Stańki, J. Muniaka i S. Danielewicza przypadła w udziale warszawskiej "Grupie w Składzie". Wyróżniono między innymi Stress. Na FMMW'72 pojawiły się także grupy sformowane dopiero podczas festiwalu. Jedną z takich formacji był zespół Jacka Gulli, który wszedł do finału, lecz defekt aparatury nagłaśniającej ostatecznie przekreślił jego szanse.

### Koncerty eliminacyjne (Sala widowiskowa KDK)
- I koncert eliminacyjny – czwartek, godz. 16:00 (6 stycznia 1972): Grupa 99 (Wrocław), Vis Maior (Warszawa), Larsowie (Gorzów Wlkp.), Quo Vadis (Dzierżoniów), Semafor (Słupsk), Elżbieta Bułaga (Tarnów), Old Drug (Kalisz).

- II koncert eliminacyjny – czwartek, godz. 19:00 (6 stycznia 1972): Hall (Kraków), Pixie-Dixie-Land (?), Akcenty (Gdańsk), Kołodzieje (Łódź), Bałtowie (Tarnów), Patrzący w ciemność (Nowa Sól), Grupa Hej! (Oleśnica).

- III koncert eliminacyjny – piątek, godz. 16:00 (7 stycznia 1972): Quo (Kalisz), De Gustibus Non Est Disputandum (Opole), Sygnały (Słupsk), Henryka Główczyńska (Kalisz), Dekamuz (Piotrków Trybunalski), Septymy (Lębork), Contra (Gorzów Wlkp.).

- IV koncert eliminacyjny – piątek, godz. 19:00 (7 stycznia): Piotr Wolski (Kalisz), Pro Publico Bono (Jarocin), Aspekt (Poznań), Grupa w Składzie (Warszawa), Grupa Re (Piotrków Trybunalski), Kameleon (Mława), Reflex (Gorzów Wlkp.), Labirynt (Warszawa).

- V koncert eliminacyjny – sobota, godz. 16:00 (8 stycznia 1972): 96 uniesienie miłosne cioci Klotyldy, czyli przymusowe zrzeszenie właścicieli młynków do pieprzu (Warszawa), Sezam (Bogatynia), Bleitrama (Grodków), Maszyna Rytmiczna (Miłakowo), Nurt (Wrocław), Kontrasty (Dębica).

- VI koncert kwalifikacyjny – sobota, godz. 19:00 (8 stycznia 1972): Laboratorium (Kraków), Pasja Alfreda (Gdańsk), Akces (Zielona Góra), Stress (Poznań), Arianie – Bracia Polscy (Kielce), System (Warszawa), Teatr Muzyczny "Pryzmat" (Wrocław).

### Seminarium instruktorów grup muzycznych
Piątek, 7 stycznia:
- godz. 11:00 – "Dlaczego Awangarda? Różnice i wspólne cechy nowoczesnego beatu i muzyki poważnej" – Andrzej Korman (Polskie Radio Warszawa).

- godz. 12:00 – "Tekst piosenki – wiersz, czy rymowanka? – Andrzej "Ibis" Wróblewski ("Życie Warszawy").

Sobota, 8 stycznia:
- godz. 11:00 – "Pop-jazz", "Jazz-rock" – zagadnienia stylistyczne integracji beatu i innych gatunków muzyki" – Stanisław Danielewicz ("Dziennik Bałtycki").

- godz. 12:00 – "Muzyczne Forum Dyskusyjne" – koncerty, spotkania, odczyty, ekspozycje.

- 6 stycznia 1972, godz. 15:00 – "Impresje muzyczne" – ekspozycje fotogramów Janusza Nowackiego ("Jazz").

- 6 stycznia 1972, godz. 17:00 – Międzyspółdzielczy Ośrodek Kulturalno-Oświatowy "MOKO", ul. Browarna 10 – "Muzyczne spotkania w Studio Rytm" – red. Sławomir Pietrzykowski i Dariusz Michalski (Polskie Radio, "Sztandar Młodych").

- 7 stycznia 1972, godz. 11:00 – Powiatowy Dom Kultury w Turku – "KONFRONTACJE - beat i jazz" – red. Stanisław Danielewicz (Dziennik Bałtycki"), Tomasz Stańko (PSJ), Ignacy Lewandowski (Kaliski Dom Kultury).

- 7 stycznia 1972, godz. 17:30 – Klub WSK "Ikar", ul. Śródmiejska – "Spotkania przy grającej szafie" - red. Jacek Żuralski Polskie Radio Poznań.

- 7 stycznia 1972, godz. 18:00 – Powiatowy Dom Kultury w Turku – "Beat and jazz" – koncert grup Quo, Contra i Quintetu Tomasza Stańki.

- 8 stycznia 1972, godz. 17:00 – Międzyspółdzielczy Ośrodek Kulturalno-Oświatowy "MOKO", ul. Browarna 10 – "Literaturka na scenie i estradzie" - red. Andrzej "Ibis" Wróblewski.

- 8 stycznia 1972, godz. 18:00 – Romuald & Roman" – koncert w Międzyzakładowym Domu Kultury Włókniarzy, al. Wolności.

Ponadto: codziennie po zakończeniu koncertów eliminacyjnych o godz. 22:30 w KDK odbywać się będzie nocne jam session dla uczestników FMMW i zaproszonych gości.

### III Festiwal Młodzieżowej Muzyki Współczesnej (1-4.03.1973)
Kolejną edycję "Festiwalu Młodzieżowej Muzyki Współczesnej" zorganizowano w KDK w dn. 1-4 marca 1973 roku. Choć prestiż imprezy znacznie się obniżył to była ona nadal sporym wydarzeniem. Był to już trzeci festiwal kaliski (jako pierwszą edycję potraktowano OFAB'69), w którym wzięło udział 24 wykonawców z 19 miast. Laureaci zostali wyłonieni w trzech koncertach eliminacyjnych i w koncercie finałowym. Jury III FMMW oceniało wykonawców konkursowych w składzie: Bohdan Adamczak (KKJ), Jerzy Bojanowski (PSJ), Andrzej Korman (P. R. Warszawa), Zbigniew Namysłowski (muzyk PSJ), Sławomir Pietrzykowski (P. R. Warszawa), Jan Jarczyk (muzyk PSJ), Tomasz Tłuczkiewicz (Komisja Kwalifikacyjna "JnO'73"), Mateusz Święcicki (muzyk), Marek Śnieciński (CRZZ), Bogdan Bogiel (KDK). Jurorzy mieli problem z klasyfikacją poszczególnych wykonawców, stąd podział na kategorię "standard" (style stanowiące główny nurt festiwalu, a więc oscylujące między jazzem, a hard rockiem) i kategorię "otwartą". Poza tym w prezentowanych utworach można było zauważyć coraz krótsze partie wokalne, a rozrost warstwy instrumentalnej, improwizatorskiej i rytmicznej stawał się niejako ważniejszy...
Werdykt jury brzmiał następująco:
- I nagrodę w kategorii "standard" przyznano grupie Akcenty z Gdańska – nagroda CRZZ w wysokości 5 tys. zł[7],
- II nagrodę w kategorii "standard" przyznano Grupie Kalisz z Kalisza – nagroda CRZZ w wysokości 3 tys. zł[7],
- I nagrodę w kategorii otwartej przyznano Grupie w Składzie z Warszawy – nagroda KDK w wysokości 5 tys. zł[7].

Jury zwróciło uwagę na słuszny kierunek rozwoju zespołu Bałtowie oraz zaleciło udział w „warsztatach jazzowych” w Chodzieży (organizowanych przez Polskie Stowarzyszenie Jazzowe) wszystkich nagrodzonych i wyróżnionych zespołów i muzyków. Z upoważnienia organizatorów festiwalu "Jazz nad Odrą" jury wytypowało do udziału w konkursie tej imprezy zespoły: Grupa w Składzie z Warszawy, Akcenty z Gdańska, Grupę Kalisz z Kalisza i ST-44 ze Słupska.

### Zakończenie
Była to ostatnia edycja Festiwalu Młodzieżowej Muzyki Współczesnej, niejako zamykająca pierwszy okres historii polskiego rocka. W kolejnych latach zabrakło chętnych do organizowania tego typu festiwali (i w Kaliszu, i w kraju). W grudniu 1974 w miejsce FMMW zorganizowano I Międzynarodowy Festiwal Pianistów Jazzowych i kontynuowano organizację „Rytmów nad Prosną”. Były to wydarzenia znacznie różniące się od wizjonerskiego i eksperymentalnego OFAB-u, który był stawiany przez krytyków w jednym rzędzie z Warszawską Jesienią i Jazzem nad Odrą. Profesjonalną karierę estradową zrobili tylko nieliczni uczestnicy festiwalu, zaś między grupami spod znaku awangardy beatowej było zbyt wiele różnic, by mogła powstać trwała i niezależna scena muzyczna. Niektórym obserwatorom życia muzycznego w kraju wydawało się, że zainteresowanie muzyką, która zaistniała na kaliskich festiwalach przygasa. Młode talenty zasilały profesjonalne zespoły grające w zagranicznych restauracjach, a co bardziej niezłomni przedstawiciele polskiego rocka, na powrót schronili się w klubach studenckich. Niewątpliwą zaletą kaliskich festiwali był fakt, że: prezentował, odkrywał i promował wykonawców z całej Polski, zaś jego wadą było to, że nikogo nie lansował – po koncercie finałowym organizatorzy tracili na zawsze kontakt z wykonawcami. Ta sama tendencja utrzymywała się na innych festiwalach krajowych.

### Ciekawostki
Wykładowcą na warsztatach w Chodzieży miał być wybitny skrzypek jazzowy Zbigniew Seifert, lecz nie dotarł na miejsce. W związku z tym Piotrowi Micherze ("Grupa Kalisz" – laureat II nagrody na III FMMW) odmówiono udziału w warsztatach. Dzięki osobistej interwencji Dona Cherry’ego, który również wykładał w Chodzieży – skrzypka przyjęto do grupy Zbigniewa Namysłowskiego. Wkrótce doceniono jego talent i pozwolono mu zagrać kilka koncertów z wykładowcami – Donem Cherry, Zbigniewem Namysłowskim, Tomaszem Stańką i Januszem Stefańskim.